# Сан-Раймунду-Нонату

Сан-Раймунду-Нонату на карте штата.

Сан-Раймунду-Нонату (порт. São Raimundo Nonato) — муниципалитет в Бразилии, входит в штат Пиауи. Составная часть мезорегиона Юго-запад штата Пиауи. Входит в экономико-статистический микрорегион Сан-Раймунду-Нонату. Население составляет 32 327 человек на 2010 год. Занимает площадь 2415,602 км². Плотность населения — 13,38 чел./км².

## Демография
Согласно сведениям, собранным в ходе переписи 2010 г. Национальным институтом географии и статистики (IBGE), население муниципалитета составляет:
| Полное население                               | Полное население                               | Полное население                               | Полное население                               | 32 327 |
| ---------------------------------------------- | ---------------------------------------------- | ---------------------------------------------- | ---------------------------------------------- | ------ |
| в том числе:                                   | Городское население                            | 21 266                                         | Процент городского населения, %                | 65,78  |
|                                                | Сельское население                             | 11 061                                         | Процент сельского населения, %                 | 34,22  |
|                                                | Мужское население                              | 15 897                                         | Процент мужского населения, %                  | 49,18  |
|                                                | Женское население                              | 16 430                                         | Процент женского населения, %                  | 50,82  |
| Плотность населения, чел/км²                   | Плотность населения, чел/км²                   | Плотность населения, чел/км²                   | Плотность населения, чел/км²                   | 13,38  |
| Население муниципалитета в % к населению штата | Население муниципалитета в % к населению штата | Население муниципалитета в % к населению штата | Население муниципалитета в % к населению штата | 1,04   |

По данным оценки 2016 года, население муниципалитета составляет 33 802 жителя.

## История
Город основан в 1912 году.

## Статистика
- Валовой внутренний продукт на 2003 год составляет 54 437 427 реалов (данные: Бразильский институт географии и статистики).
- Валовой внутренний продукт на душу населения на 2003 год составляет 1928,15 реалов (данные: Бразильский институт географии и статистики).
- Индекс развития человеческого потенциала на 2000 год составляет 0,681 (данные: Программа развития ООН).